# Chaenactis furcata
Chaenactis furcata là một loài thực vật có hoa trong họ Cúc. Loài này được Stockw. mô tả khoa học đầu tiên năm 1940.